# Lijst van dialecten van de wereld - B
Deze lijst van dialecten is zeker niet compleet en de aanduiding 'dialect' zal voor diverse van de genoemde variëteiten zeker omstreden zijn. De lijst bevat in principe alleen variëteiten die nauwelijks standaardisatie hebben ondergaan. Ze zijn geordend onder een kop die ofwel redelijk adequaat de genoemde subvariëteiten omvat, ofwel de naam is van de standaardtaal die door de dialectsprekers als lingua franca wordt gehanteerd.
Zie voor achtergronden over de schakeringen van de taal-dialectrelatie de lemma's variëteit (taalkunde), taal, dialect, streektaal, standaardtaal, dialectcontinuüm, taalfamilie.

## Baadi
Bardi - Jawi

## Baai-eilanden-Creools Engels
Calabash Bight

## Babatana
Avasö - Babatana - Katazi - Kuboro - Lömaumbi - Sengaans

## Babuza
Poavosa

## Bacama
Mulyen - Opalo - Wa-Duku

## Bada
Ako - Bada

## Bade
Gashua Bade - Shirawa - Westelijk Bade - Zuidelijk Bade

## Baetora
Narovorovo - Nasawa - Talise

## Bahau Rivier-Kenyah
Long Atau - Long Bena - Long Puyungaans

## Bahnar
Alakong - Bahnar Bonom - Golar - Jolong - Kontum - Krem - Tolo

## Bakumpai
Bakumpai - Mengkatip

## Bakung Kenyah
Boh Bakung - Kayan Rivier-Bakung - Oga Bakung

## Balangingi Sama
Balangingi - Daongdung - Kabinga'Aans - Lutangaans - Sibuco-Vitali - Sibuguey

## Balinees
Hoogland-Balinees - Laagland-Balinees - Midden-Balinees - Nusa Penida

## Balkan-Gagaoezisch Turks
Gajol - Gerlovo-Turks - Karamanlı - Kyzylbash - Surguch - Tozluk-Turks - Yuruk

## Baluaans-Pam
Baluaans - Pam

## Bambam
Bambang - Bumal - Issilita' - Matangnga - Mehala'aans Oostelijk Rantebulahaans - Pakkau - Pattae - Salu Mukanam - West-Rantebulahaans

## Bambassi
Bambassi - Kere

## Bana
Gamboura - Gili

## Banda
Elat - Eli

## Bandjalang
Gidabal - Yugumbir

## Banggai
Oost-Banggai - West-Banggai

## Baniva
Baniva - Quirruba

## Baniwa
Hohodené - Siusy-Tapuya

## Banjar
Hulu - Kuala

## Bantoanon
Odionganon - Sibalenhon

## Barakai
Barakai - Mesiang

## Baram Kayaans
Long Akahsemuka - Long Atip

## Barein
Guilia - Jalkia - Komi - Sakaya

## Barok
Barok - Usen

## Basap
Berau - Binatang - Bulungaans - Dumaring - Jembayaans - Karangaans

## Basay
Linaw-Qauqaul - Trobiawaans

## Basjkir
Burzhaans - Kuvakaans - Yurmaty

## Baskisch
Biskaais - Gipuzkoaans - Navarrees - Navarro-Labourdijns - Oost-Navarrees - Souletijns

## Bata
Demsa - Garoua - Jirai - Kobotachi - Malabu - Ribaw - Wadi - Zumu

## Batad Ifugao
Ayangaans Ifugao - Batad Ifugao - Ducligaans Ifugao

## Batak Alas-Kluet
Alas

## Batak Karo
Singkil

## Batek
Batek De' - Batek Iga - Batek Nong - Batek Teq

## Baukaans
Baukaans - Kokoroton Murut - Tengara

## Bauro
Bauro - Haununu - Rawo

## Bedawi
Beni-Amir - Bisharin - Hadareb - Hadendoa

## Bench
Bench - Mer - She

## Benggoi
Balakeo - Benggoi - Lesa

## Berawaans
Batu Bla - Long Jegaans - Long Pata - Long-Terawaans - West-Berawaans

## Besisi
Betise' - Kuala Langot Besisi - Malakka Besisi - Selangor Sakai - Ulu Langat Orang Bukit - Sisi

## Biaks
Ariom - Bo'o - Bosnik - Dwar - Fairi - Jenures - Kamer - Korido - Korim - Mandusir - Mapia - Mofu - Monoarfu - Opif - Padoa - Penasifu - Rumberpon - Samberi - Sampori - Sor - Sorendidori - Sorido - Sundei - Wadibu - Wardo - Wari - Warsa

## Biatah
Siburaans - Stang - Tibia

## Bidiyo
'Oboyguno - Bigawguno - Garawgino - Jekkino - Nalguno

## Bieria
Bieria - Vovo

## Bima
Bima - Kolo - Mbojo - Sangar - Toloweri

## Birgit
Abgue - Agrab - Duguri - Oostelijk Birgit

## Blackfoot
Blood - Piegan

## Blang
Kem Degne - Phang

## Bodo Gadaba
Munda Andhra Pradesh Gadaba - Munda Orissa Gadaba

## Bohuai
Bohuai - Keli - Tulu

## Bola
Bola - Harua

## Bolango
Atinggola - Bolango

## Bole
Bara - Fika

## Bonaans
Jishishan - Tongren

## Bondo
Nederbondo - Opperbondo

## Bonerate
Bonerate - Karompa

## Borana-Arsi-Guji Oromo
Arsi - Borana - Gabra - Guji - Kereyu - Salale

## Boro
Amuru - Gamila - Guba - Wambera

## Brahui
Jharawaans - Kalat - Sarawaans

## Bribri
Amubre-Katsi - Coroma - Salitre-Cabagra

## Brookes Punt-Palawano
Zuid-Palawano

## Brunei
Brunei-Maleis - Kampong Ayer - Kedayaans

## Buduma
Noordelijk Buduma - Zuidelijk Buduma

## Bughotu
Hageulu - Vulava

## Buginees
Barru - Bone - Camba - Luwu - Pangkep - Pasangkayu - Sawitto - Sidrap - Sinjai - Soppeng - Wajo

## Buglere
Bokotá - Sabanero

## Bukar Sadong
Bukar Bidayuh - Bukar Sadong - Mentuh Tapuh

## Buli
Buli - Wayamli

## Bungku
Bungku - Landawe - Routa - Torete - Tulambatu - Waia

## Bunun
Centraal-Bunun - Noord-Bunun - Randai - Shibukun - Takopulaans - Tondai - Zuid-Bunun

## Bura-Pabir
Hyil Hawul - Pela

## Buriat (China)
Aga - Bargu - Khori

## Buriat (Mongolië)
Aga - Khori

## Buriat (Rusland)
Barguzin - Bohaan - Bulagat - Ekhirit - Alar - Ninzne-Udinsk - Oka - Tunka - Unga

## Buru
Centraal Buru - Fogi - Masarete - Wae Sama

## Busang-Kayaans
Belayaans - Long Bleh - Mahakam Busang

## Bushi
Kiantalaotse - Kibushi-Kimaore

## Bwaidoka
Bwaidoga - Kilia - Lauweka - Mataitai - Wagifa

## Bwanabwana
Kwalaiwa - Wale

A · B · C · D · E · F · G · H · I · J · K · L · M · N · O · P · Q · R · S · T · U · V · W · Y · Z